# Donder
Donder is het geluid dat tijdens onweer gehoord wordt door de ontlading van de bliksem.

## Oorzaak
Donder wordt veroorzaakt doordat de lucht die direct grenst aan een bliksemschicht plotseling zeer sterk wordt verwarmd en daardoor zeer snel uitzet. Deze uitzetting veroorzaakt een geluidsgolf. Aangekomen bij een toehoorder wordt deze ervaren als een opeenvolging van meerdere knallen (de donder).
Doordat de voortplantingssnelheid van licht en geluid zeer verschillend zijn, wordt de bliksemflits op grotere afstand eerder gezien dan dat de donder wordt gehoord. Uit de tijd die verstrijkt tussen bliksem en donder kan worden afgeleid of het onweer nabij is. Het geluid legt in drie seconden een afstand van ongeveer één kilometer af, dat is dus 333,3 meter per seconde Omdat geluid zo relatief langzaam is en de bliksem soms kilometers lang, is niet één klap te horen, maar achter elkaar het geluid van steeds verder weg gelegen punten van de bliksem. Dit verklaart het rommelen.

## Registratie van onweer
De traditionele manier om onweer te registreren is het bijhouden van het aantal uren of dagen dat donder wordt gehoord. Al eeuwenlang is het gebruikelijk dat weerwaarnemers het horen van donder noteren. Zo is over de hele wereld het jaarlijks aantal onweersdagen bekend. In het donker is de bliksem over grotere afstand te zien dan dat de donder te horen is, maar overdag hoort men de donder eerder, terwijl de bliksem vaak helemaal niet waar te nemen is met het menselijk oog.
Donder als waarneming voor het optreden voor de sterkte van het onweer is echter geen betrouwbare maat. Sommige bliksems produceren meer geluid dan andere. Sommige waarnemers horen beter dan andere. Storend geluid van de wind kan soms op donder lijken. Een belangrijke factor is ten slotte de geluidsvoortplanting, die afhangt van de verticale temperatuuropbouw en de windsnelheid: men hoort moeilijker tegen de wind in.
Tijdens onweersbuien wordt soms een onregelmatigheid aan regenbogen waargenomen. Bij iedere donderslag lijkt de boog te trillen, hetgeen vooral zichtbaar is aan de voor kleine veranderingen van de druppels gevoelige overtallige bogen. De oorzaak ligt vermoedelijk in trillingen van regendruppels die door de geluidsgolven van de donder worden opgewekt.

## Religieuze beleving
De vroegere mens zal ongetwijfeld veel ontzag hebben gehad voor de harde donderslagen die bij onweer optraden, en hij zag donder en bliksem als actie van de goden. Zo heeft de Egyptische god Seth met de donder die hij veroorzaakte in de hemel allerlei kwade vijanden verjaagd. De Griekse oppergod Zeus gooide met zijn donderkeil donder en bliksem op zijn vijanden. Ook de Germaanse god Thor of Donar, waarnaar donderdag is genoemd, had de donderslag als attribuut. De donder zou worden veroorzaakt door een strijdhamer die Donar naar beneden gooide.
In China werd het geluid van de donder met draken geassocieerd. De zogenaamde 'donderdraken' riepen de bliksem op. Dit is opmerkelijk omdat een bliksemflits altijd aan een donderslag voorafgaat. In Japan wordt de raiju in verband gebracht met donder.